# Безуглий Тимофій
Безуглий Тимофій — (*? — †?) — український композитор. У 1850-их-1860-их виступав як піаніст з концертами в Петербурзі.
Представник романтичного напряму в українській музиці.
Створив жалібний марш на смерть Тараса Шевченка (опубліковано в Петербурзі 1861) — один із перших фортепіанних творів на шевченківську тематику.
Твори для фортепіано: балада «Конашевич-Сагайдачний», «Українська балада», елегія «Барвінок», та інші видані 1865 р. в Петербурзі.